# Eclissi solare del 2 novembre 1967
L'eclissi solare del 2 novembre 1967 è un evento astronomico che ha avuto luogo il suddetto giorno attorno alle ore 5.38 UTC.
L'eclissi, di tipo totale, è stata visibile in alcune parti dell'Africa, dell'Antartide e dell'Oceano Atlantico. Durante l'intero processo, la cintura dell'eclissi totale non ha attraversato nessuna terra. 
L'eclissi del 2 novembre 1967 è diventata la seconda eclissi solare nel 1967 e la 155ª nel XX secolo. La precedente eclissi solare si è verificata in 9 maggio 1967, la seguente il 28 marzo 1968.
Questa eclissi totale è stata molto insolita in quanto il bordo dell'ombra non era definito; più della metà dell'ombra è caduta nello spazio durante l'eclissi. 

## Percorso e visibilità
L'ombra ha sfiorato l'Oceano Atlantico a sud della Georgia del Sud e le Isole Sandwich meridionali.
Oltre all'eclissi solare totale estremamente breve di cui sopra, la fase parziale dell'eclissi poteva essere vista nella penombra lunare nella maggior parte dell'Antartide tranne la Penisola Antartica, Africa centrale meridionale, Sud Africa, Africa orientale meridionale, isola Gough, Isole Kerguelen, Isola Macquarie e Isole Campbell.

## Eclissi correlate

### Eclissi solari 1964 - 1967
Questa eclissi è un membro di una serie semestrale. Un'eclissi in una serie semestrale di eclissi solari si ripete approssimativamente ogni 177 giorni e 4 ore (un semestre) in nodi alternati dell'orbita della Luna.

### Ciclo di Saros 152
L'evento fa parte del ciclo di Saros 152, che si ripete ogni 18 anni e 11 giorni circa, contiene 70 eventi. La serie iniziò con un'eclissi solare parziale il 26 luglio 1805. Ha eclissi totali dal 2 novembre 1967 al 14 settembre 2490; eclissi ibride dal 26 settembre 2508 al 17 ottobre 2544; ed eclissi anulari dal 29 ottobre 2562 al 16 giugno 2941. La serie termina al membro 70 con un'eclissi parziale il 20 agosto 3049. L'eclissi totale più lunga si verificherà il 9 giugno 2328, a 5 minuti e 15 secondi; l'eclissi anulare più lunga si verificherà il 16 febbraio 2743, a 5 minuti e 20 secondi.